# Dicranoloma truncorum
Dicranoloma truncorum là một loài Rêu trong họ Dicranaceae. Loài này được (Schimp. ex Müll. Hal.) Paris mô tả khoa học đầu tiên năm 1904.